# 伯尔施塔特
伯尔施塔特是德国莱茵兰-普法尔茨州的一个市镇。总面积15.08平方公里，总人口906人，其中男性437人，女性469人（2011年12月31日），人口密度60人/平方公里。